# Diploprionini
Tribu
Les Diploprionini sont une tribu de poissons téléostéens (Teleostei).

## Liste des genres
- Aulacocephalus Temminck et Schlegel, 1843
- Belonoperca Fowler et Bean, 1930
- Diploprion Cuvier In Cuvier et Valenciennes, 1828